# Inclinómetro

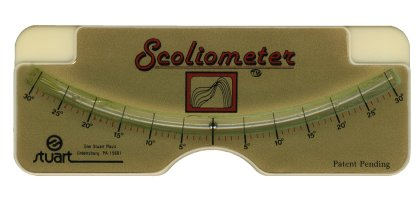
Escala de un inclinómetro

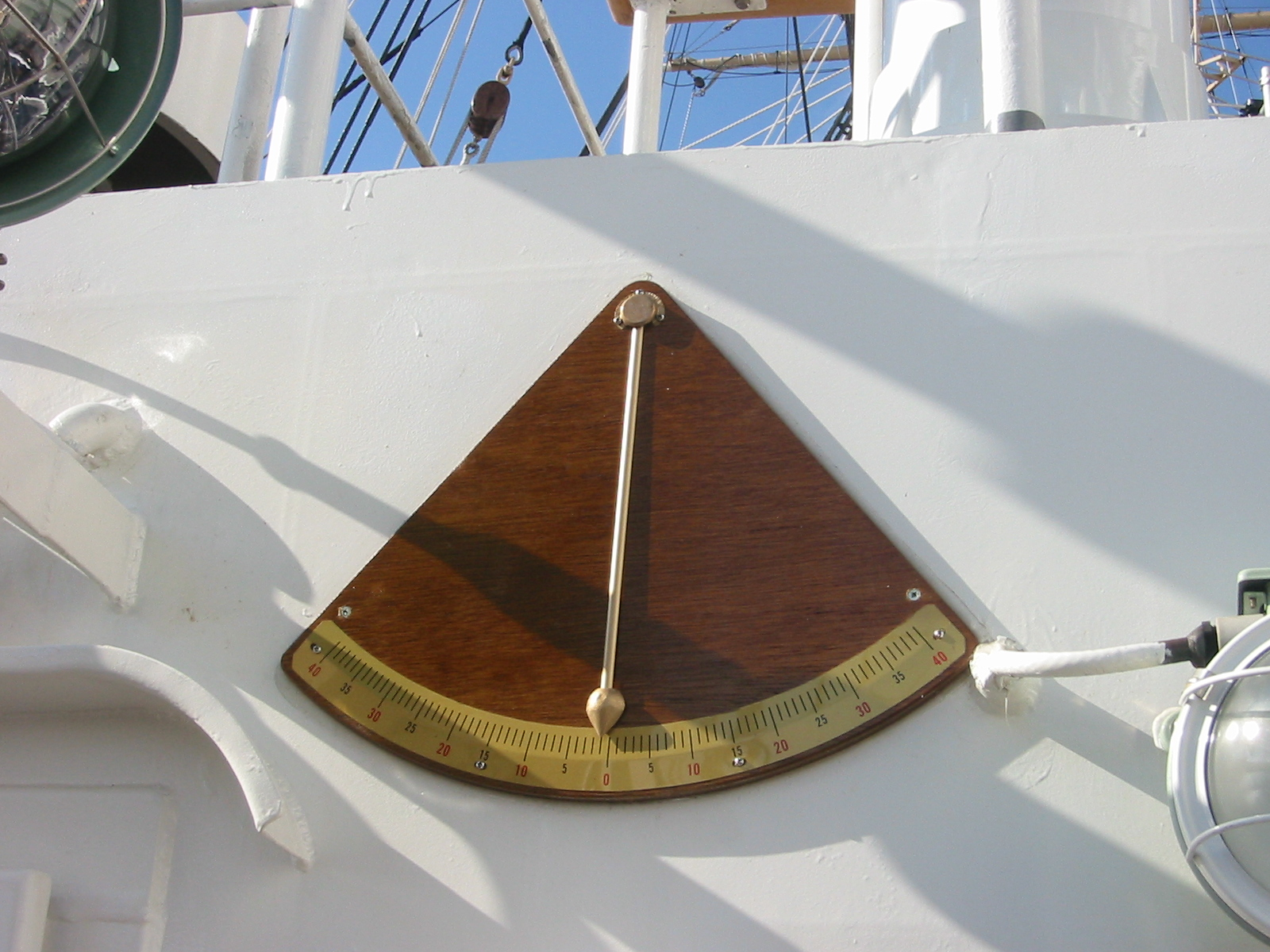
Inclinómetro de gravedad instalado en la línea de crujía de un buque

Horizonte artificial de aviación

Inclinómetro o escoliómetro es un instrumento usado por la topografía, por la aviación y por los navíos para medir la inclinación del plano con respecto de la horizontal (superficie terrestre).
En términos navales el inclinómetro permite medir el grado de escora de un buque respecto a su eje radial o el grado de inclinación longitudinal o axial (grado de hocicamiento en términos navales españoles).
En el aspecto topográfico, los topógrafos pueden medir el ángulo de inclinación del terreno respecto del plano horizontal terrestre usando un inclinómetro de terreno, para de este modo modelar el terreno estudiado.
En la industria aeronáutica, el inclinómetro permite al piloto conocer la posición de las alas respecto del falso horizonte del instrumento.
Los inclinómetros también son muy usados en automovilismo, en especial en los vehículos offroad o todo terrenos.

## Principio del instrumento
Existen varios principios para construir un inclinómetro, algunos de basan en la deformación de una varilla de acero que experimenta torsión respecto de la inclinación a la que se le somete.
Otros inclinómetros están basados en un lastre libre que actúa por la acción de la fuerza gravitacional. Otros se basan en el desplazamiento de una burbuja de aire en un medio líquido confinado (medidor de nivel).